# Saudareos
Saudareos är ett fågelsläkte i familjen östpapegojor inom ordningen papegojfåglar. Släktet omfattar fem arter:
- Mindanaolorikit (S. johnstoniae)
- Irislorikit (S. iris)
- Sulalorikit (S. flavoviridis)
- Gulörad lorikit (S. meyeri) – behandlades tidigare som underart till flavoviridis
- Praktlorikit (S. ornata)

Arterna placerades tidigare i Psitteuteles (irislorikit) och Trichoglossus (övriga). Genetiska studier visar dock att dessa arter bildar en egen grupp. 